# Ивахненко, Александр Иванович
Александр Иванович Ивахне́нко (1949—2014) — советский и украинский художник-график, живописец. Заслуженный художник Украины (1996).

## Биография
Родился 16 октября 1949 года в селе Манжосовка (ныне Прилукский район, Черниговская область, Украина). Окончил Манжосовскую начальную школу и Прилукскую художественную студию, которой руководил И. М. Тринчук-Задорожный, а в 1961 году поступил в Киевской художественной средней школы имени Т. Г. Шевченко. Позже получил образование в КГХИ в мастерской книжной графики (1968—1974). Учился у таких известных художников, как В. И. Касиян, В. Я. Чебаник. Но на этом его обучение не закончилось, в 1976 — 1979 годах  Александр Иванович работал над своими работами в Творческих мастерских Академии искусств СССР в УССР под руководством М. Г. Дерегуса. В 2008—2009 годах  доцент кафедры графики Издательско-полиграфического института НТУУ «Киевский политехнический Университет». Член-корреспондент Национальной академии искусств Украины (2001).
Умер 9 июня 2014 года в Киеве.

## Творчество
Работает в области графики, монументальной и станковой живописи.
Основные произведения (циклы иллюстраций):
- «Зачарованная Десна» Александра Довженко (1975), которая вышла также на английском, испанском и французском языках.
- Иллюстрации к произведениям Тараса Шевченко (1982, 1984, 1988): «Садок вишневый коло хаты», «Поэмы», «Стихи» в 2-х томах(«Кобзарь»).
- Цикл монументальных росписей в вестибюле музея Тараса Шевченко в Каневе (1989—1991).
- Александр Куприн «Поединок» (1981), в 1979 художник награждён дипломом республиканского конкурса лучших книжных изданий.

## Награды и премии
- Заслуженный художник Украины (1996).
- Государственная премия УССР имени Т. Г. Шевченко (1989) — за иллюстрации к произведениям Т. Г. Шевченко
- Серебряная медаль Национальной Академии искусств Украины (30 июня 2009 года № 73609 г. Киев).
- Почётная грамота Киевского городского головы (12 января 2005 года № 81956).
- Благодарность Вольногорского городского головы (май 2008 года).